# Халдеєво
Халде́єво (рос. Халдеево) — присілок у складі Томського району Томської області, Росія. Входить до складу Турунтаєвського сільського поселення.

## Населення
Населення — 295 осіб (2010; 339 у 2002).
Національний склад (станом на 2002 рік):
- росіяни — 80 %